# Sarvgöl (Hjorteds socken, Småland, 637774-153318)
Sarvgöl är en sjö i Västerviks kommun i Småland och ingår i Marströmmens huvudavrinningsområde.